# 1815
1815 (MDCCCXV) година е обикновена година, започваща в неделя според Григорианския календар.

## Събития
- 18 юни – Битката при Ватерло
- Емануил Васкидович основава първото елино-българско училище в Свищов

## Родени
- Ботьо Петков, български възрожденски учител († 1869 г.)
- Савфет Мехмед паша, османски политик († 1883 г.)
- 4 февруари – Йосиф Щросмайер, хърватски католически епископ от немски произход, теолог († 1905 г.)
- 1 април – Ото фон Бисмарк, Обединител на Германия († 1898 г.)
- 24 април – Антъни Тролъп, английски писател († 1882 г.)
- 30 април – Виктор Григорович, руски филолог-славист († 1876 г.)
- 12 май – Анастасия Димитрова, българска учителка († 1894 г.)
- 31 октомври – Карл Вайерщрас, немски математик († 1897 г.)
- 2 ноември – Джордж Бул, математик и философ († 1864 г.)

## Починали
- Сакугава, японски майстор на бойни изкуства (р. 1733 г.)
- 5 март – Франц Месмер, немски лекар и меценат (р. 1734 г.)
- 1 юни – Луи Бертие, френски маршал (р. 1753 г.)
- 2 август – Гийом Брюн, френски маршал (р. 1763 г.)
- 2 декември – Ян Потоцки, полски писател и пътешественик (р. 1761 г.)
- 7 декември – Мишел Ней, френски маршал (р. 1769 г.)

Вижте също:
- календара за тази година